# Ponsas
Ponsas là một xã thuộc tỉnh Drôme trong vùng Rhône-Alpes ở đông nam nước Pháp. Xã Ponsas nằm ở khu vực có độ cao trung bình 120 mét trên mực nước biển.